# Ivano-Fracena
Ivano-Fracena är en tidigare kommun i kommunen Castel Ivano i provinsen Trento i regionen Trentino-Sydtyrolen i Italien. 
Ivano-Fracena upphörde som kommun den 1 juli 2016 och uppgick kommunen Castel Ivano. Den tidigare kommunen hade 340 invånare (2016).